# Ibn Yaïx
Ibn Yaïx o Ben Yaïx fou una família d'origen jueu de l'Àndalus.
Va tenir dos membres destacats:
- Salomó ben Abraham ibn Yaïx (Abu-Rabí Sulayman ibn Yaïx), metge i savi de Sevilla mort el 1345
- Sallomo Abenajaex o Alvaro Mendes, duc de Mitilene i senyor de Tiberíades mort el 1603